# Eilema obscura
Eilema obscura là một loài bướm đêm thuộc phân họ Arctiinae, họ Erebidae.